# Svenska kolonier
Svenska kolonier har utgjorts av fem besittningar varav fyra kortvariga: Nya Sverige, Cabo Corso, Saint-Barthélemy, Guadeloupe och Porto-Novo. Dessa kolonier var belägna i Nordamerika, Afrika och Asien. 
De två första – Nya Sverige och Cabo Corso – bedrevs av kompanier med kungligt sanktionerat monopol, det vill säga privata företag med så kallade privilegiebrev. Besittningarna var huvudsakligen inriktade på handel; Nya Sverige var det enda försöket till varaktig bosättning av utflyttade svenskar ur olika samhällsskikt. Ön Saint-Barthélemy i Karibien är den enda kolonin som stod under svensk förvaltning någon längre tid, 94 år, kolonin Nya Sverige var svensk i sjutton år, handelsstationen Cabo Corso i elva år, ön Guadeloupe under endast fjorton månader och faktoriet i Porto Novo mindre än ett år.

## Nya Sverige
1638–1655: Nya Sverige, vid Delawarefloden under Nya Sverigekompaniet (även Söderkompaniet eller Nova Suecia-kompaniet) i dagens delstater Delaware, New Jersey, Pennsylvania och Maryland i USA. I området bodde irokes-folket susquehannocker (eller minqua) och algonkin-folket lenape. Kolonin förlorades till Nederländerna.

## Cabo Corso
1650–1658 och 1660–1663: Cabo Corso under Afrikanska kompaniet (eller Guineakompaniet) i dagens Ghana vid Guineabukten i Västafrika. Territoriet köptes av det Afrikanska kompaniet från kungen av Fetu år 1650. Området beboddes av ashanti-folket fante (eller fanti) som tillhörde kungariket Efutu (eller Fetu). Området förlorades 1658 till Danmark och 1663 till Nederländerna och bestod huvudsakligen av kastellet Carolusborg, i nuvarande Cape Coast (Cabo Corso; fante Oguaa).

## Porto Novo
1733: Sverige försökte få fotfäste i Indien när Svenska Ostindiska Companiet började bygga ett faktori i staden Porto Novo (nuvarande Parangipettai) på Koromandelkusten. Det anfölls dock efter en månad och förstördes av fransmän och britter.

## Saint-Barthélemy
1784–1878: Saint-Barthélemy, som både före och efter den svenska tiden tillhörde Frankrike. Sedan år 2007 är Saint-Barthélemy ett eget utomeuropeiskt förvaltningsområde (Collectivité d’outre-mer). Ön överläts av Frankrike år 1784 och såldes tillbaka dit 1878. Till 1805 styrdes ön i samverkan med Svenska Västindiska Kompaniet.

## Guadeloupe
1813–1814: Under Storbritanniens ockupation av ön Guadeloupe överläts denna tillfälligt – under 14 månader – till Sverige. Ön överläts till Karl XIII som ersättning för Sveriges deltagande i alliansen mot Napoleon under slutet av Napoleonkrigen. Det korta överlåtandet av Guadeloupe var dock endast formellt. Under hela perioden fortsatte Guadeloupe att styras av öns brittiska guvernör. Vid freden i Paris 1814 återgick ön till Frankrike mot att Storbritannien ersatte det svenska kungahuset med den s.k. Guadeloupefonden.